# Чулковский сельский округ (Московская область)
Чулковский сельский округ — упразднённая административно-территориальная единица, существовавшая на территории Раменского района Московской области в 1994—2006 годах.
Чулковский сельсовет был образован в 1923 году в составе Чулковской волости Бронницкого уезда Московской губернии.
В 1926 году Чулковский с/с включал 1 населённый пункт — село Чулково.
В 1929 году Чулковский с/с был отнесён к Раменскому району Московского округа Московской области.
17 июля 1939 года к Чулковскому с/с были присоединены Кулаковский (селение Кулаково) и Михайлово-Слободский сельсоветы.
30 июня 1958 года к Чулковскому с/с были присоединены селения Вертячево, Дурниха, Паткино, Раменское опытное поле и Шилово упразднённого Синьковского с/с.
3 июня 1959 года Раменский район был упразднён и Чулковский с/с вошёл в Люберецкий район.
28 июля 1960 года Чулковский с/с был передан в восстановленный Раменский район.
20 августа 1960 года из Софьинского с/с в Чулковский были переданы селения Запрудное, Ивановка и Синьково.
1 февраля 1963 года Раменский район был вновь упразднён и Чулковский с/с вошёл в Люберецкий сельский район. 11 января 1965 года Чулковский с/с был возвращён в восстановленный Раменский район.
11 сентября 1967 года к Чулковскому с/с были присоединены селения Еганово, Жуково, Зелёная Слобода, Каменное Тяжино, Какузево и Переселенец упразднённого Егановского с/с. Одновременно из Чулковского с/с в Софьинский были переданы селения Вертячево, Дурниха, Запрудное, Ивановка, Паткино, Синьково и Шилово. Тогда же из Островецкого с/с в Чулковский был передан жилой посёлок ДЭУ-41.
30 декабря 1977 года к Чулковскому с/с был присоединён Нижне-Мячковский сельсовет.
23 июня 1988 года в Чулковском с/с была упразднена деревня Переселенец.
3 февраля 1994 года Чулковский с/с был преобразован в Чулковский сельский округ.
23 апреля 2003 года из Чулковского с/о в Софьинский был передан посёлок Раменской агрохимстанции (РАОС).
В ходе муниципальной реформы 2004—2005 годов Чулковский сельский округ прекратил своё существование как муниципальная единица. При этом все его населённые пункты были переданы в сельское поселение Чулковское.
29 ноября 2006 года Чулковский сельский округ исключён из учётных данных административно-территориальных и территориальных единиц Московской области.